# سوزان هيوارد (ممثلة)
سوزان هيوارد (بالإنجليزية: Susan Heyward)‏ هي ممثلة أمريكية من مواليد عام 1982. ظهرت على المسرح والسينما وفي شاشات التلفزيون. انها تظهر حاليا جنبا إلى جنب مع شارلتو كوبلي وإدي آيزارد في مسلسل القوى. وتلعب دور صوفي في فيلم الرعب أشباح صاخبة.

## فيلموجرافيا
| السنة | عنوان العمل             | عنوان العمل بالانجليزية       | نوع العمل | الدور           | ملاحظات  |
| ----- | ----------------------- | ----------------------------- | --------- | --------------- | -------- |
| 2008  |                         | The Oedipus Cycle             | مسرحية    | اسميني          |          |
| 2009  | مايكل ومايكل لديه قضايا | Michael & Michael Have Issues | مسلسل     | ليندسي          | 4 حلقات  |
| 2009  | قانون ونظام             | Law & Order                   | مسلسل     | أليسيا رودريغيز | 1 حلقة   |
| 2010  | عدالة سابرينا           | Sabrina Fair                  | مسرحية    | سابرينا         |          |
| 2010  | 30 روك                  | 30 Rock                       | مسلسل     | فيانسي          | 1 حلقة   |
| 2012  | 666 بارك أفينيو         | 666 Park Avenue               | مسلسل     | جانيت           | 2 حلقة   |
| 2013  | أم جيورجيب              | Mother of George              | فيلم      | مونيكا          |          |
| 2014  | التالي                  | The Following                 | فيلم      | هانا            |          |
| 2015  | القوى                   | Powers                        | مسلسل     | دينا بيلغريم    | 10 حلقات |
| 2015  | أشباح صاخبة             | poltegeist                    | فيلم      | صوفي            |          |

## روابط خارجية
- سوزان هيوارد على موقع IMDb (الإنجليزية)
- سوزان هيوارد على موقع قاعدة بيانات الأفلام العربية
- سوزان هيوارد على موقع ألو سيني (الفرنسية)
- سوزان هيوارد على موقع أول موفي (الإنجليزية)
- سوزان هيوارد على موقع قاعدة بيانات برودواي على الإنترنت (الإنجليزية)
- سوزان هيوارد على موقع قاعدة بيانات الفيلم (الإنجليزية)